# Kamptalbanan
Kamptalbanan är en 44 kilometer lång enkelspårig järnväg i det österrikiska förbundslandet Niederösterreich. Den går genom Kampdalen från Hadersdorf am Kamp där den ansluter till lokalbanan Absdorf-Krems an der Donau till Sigmundsherberg där den ansluter till Franz-Josefsbanan. Banan öppnades 1889. 

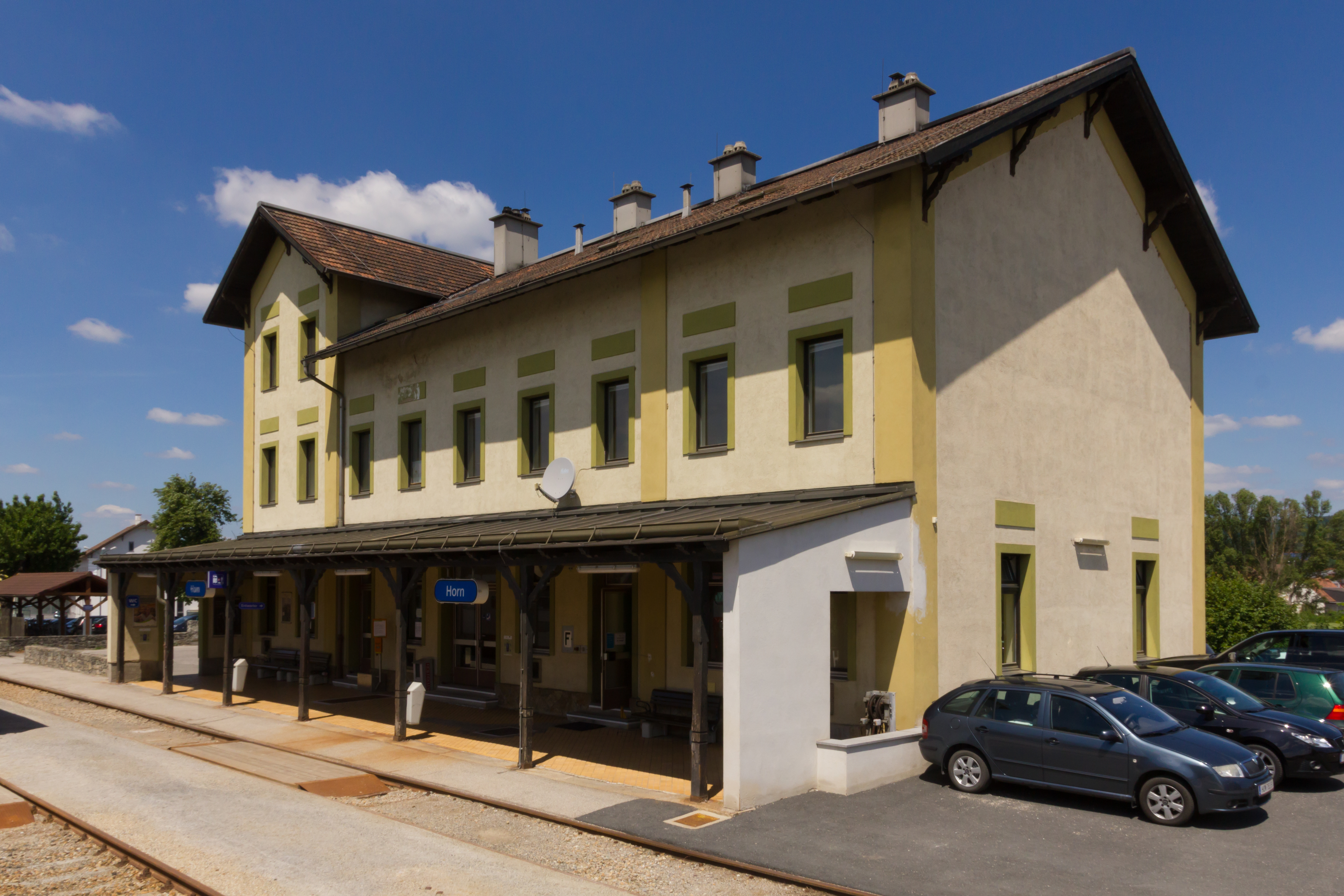
Järnvägsstationen Horn
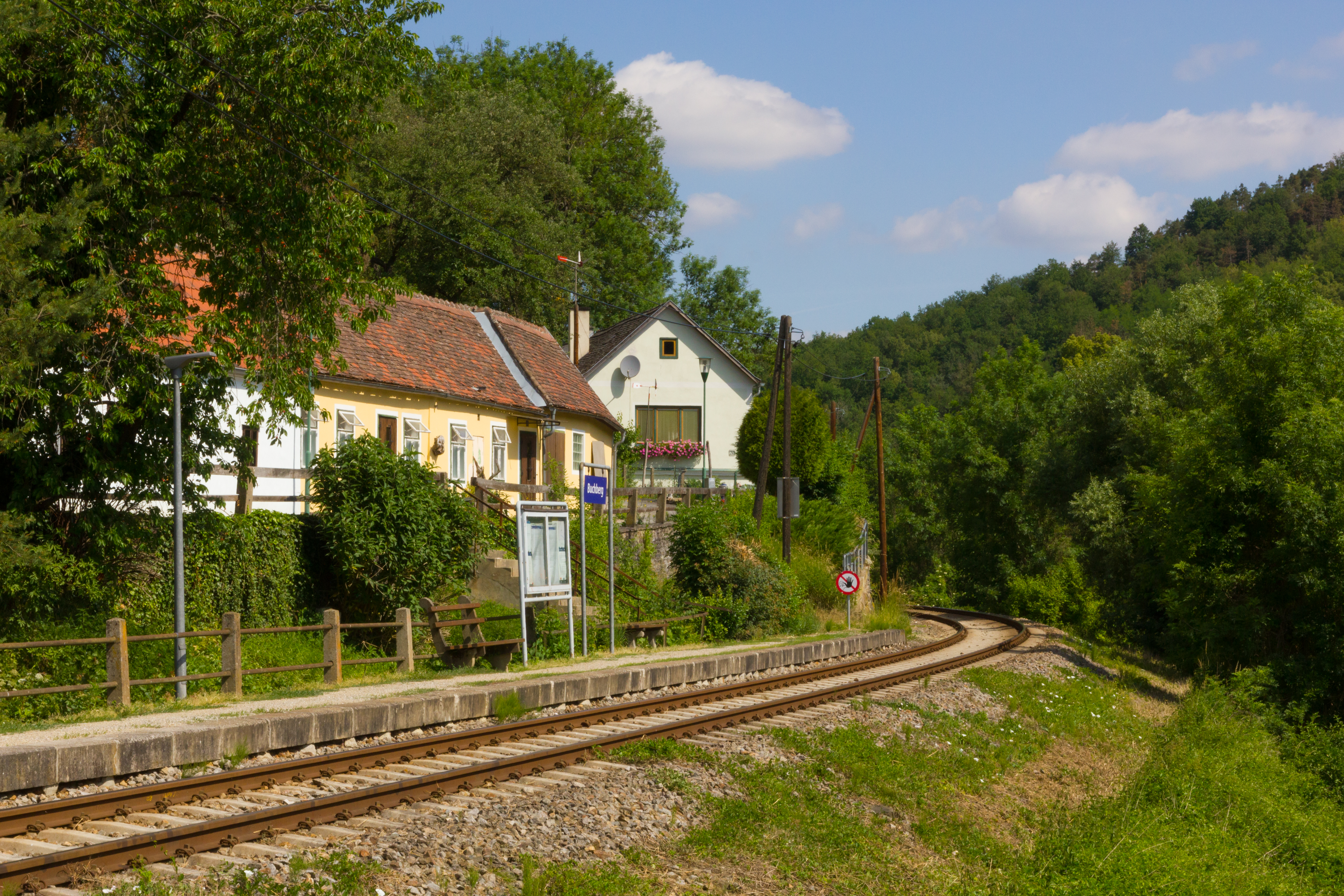
Järnvägsstationen Buchberg am Kamp